# Salò (gemeente)
Salò is een plaats in de Italiaanse regio Lombardije en behoort tot de provincie Brescia. De plaats ligt op de westelijke oever van het Gardameer waaraan het een haven en strand heeft. 

## Geschiedenis
Salò werd door de Romeinen gesticht onder de naam Pagus Salodium. In 1337 werd het hoofdstad van het autonome gebied Magnifica Patria dat de westoever van het Gardameer en het Valle Sabbia omvatte en deel uitmaakte van de Venetiaanse Republiek. 
Van oktober 1943 tot april 1945 was Salò hoofdstad van de door Benito Mussolini gestichte vazalstaat Republiek van Salò. De film Salò of de 120 dagen van Sodom van Pier Paolo Pasolini is genoemd naar deze periode van de stad Salò.
Ten noorden van Salò strekt zich het regionale natuurpark Alto Garda Bresciano uit. In het zuiden ligt een glooiend morenenlandschap waar veel landbouw bedreven wordt.
Salò was de geboorteplaats van Gaspare di Salò (1542-1602), van wie gezegd wordt dat hij de eerste vioolbouwer ter wereld was.

## Bezienswaardigheden
- Dom Santa Maria Annunziata, Kathedraal (1509)
- Palazzo della Magnifica Patria (1524)
- Archeologisch museum

## Sport
In 1962 werden in Salò de wereldkampioenschappen wielrennen georganiseerd. De Fransman Jean Stablinski won er de wegwedstrijd voor beroepsrenners.
FeralpiSalò is de belangrijkste voetbalclub uit Salò.

## Geboren in Salò
- Gian Battista Rini (1795-1856), anatoom
- Enrico Eugenio Rechiedei (1833-1860), Roodhemd
- Luigi Comencini (1916-2007), filmregisseur
- Alessio Chiodi (1973), motorcrosser
- Alessio Lorandi (1998), autocoureur

## Fotogalerij

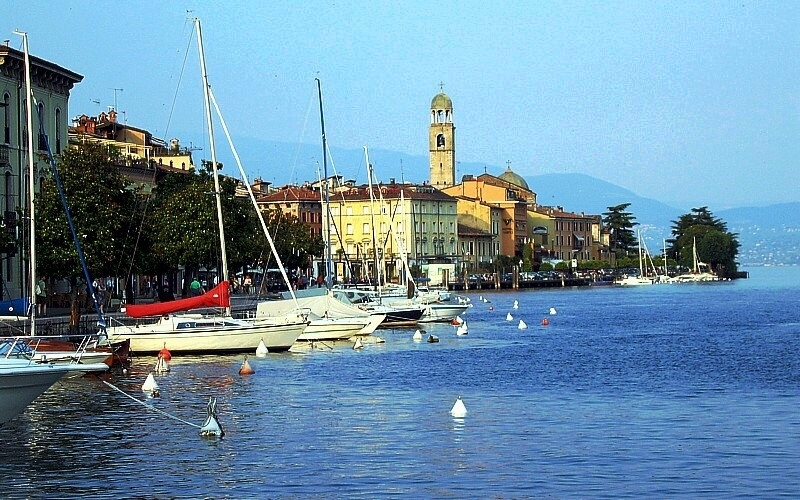
Haven van Salo
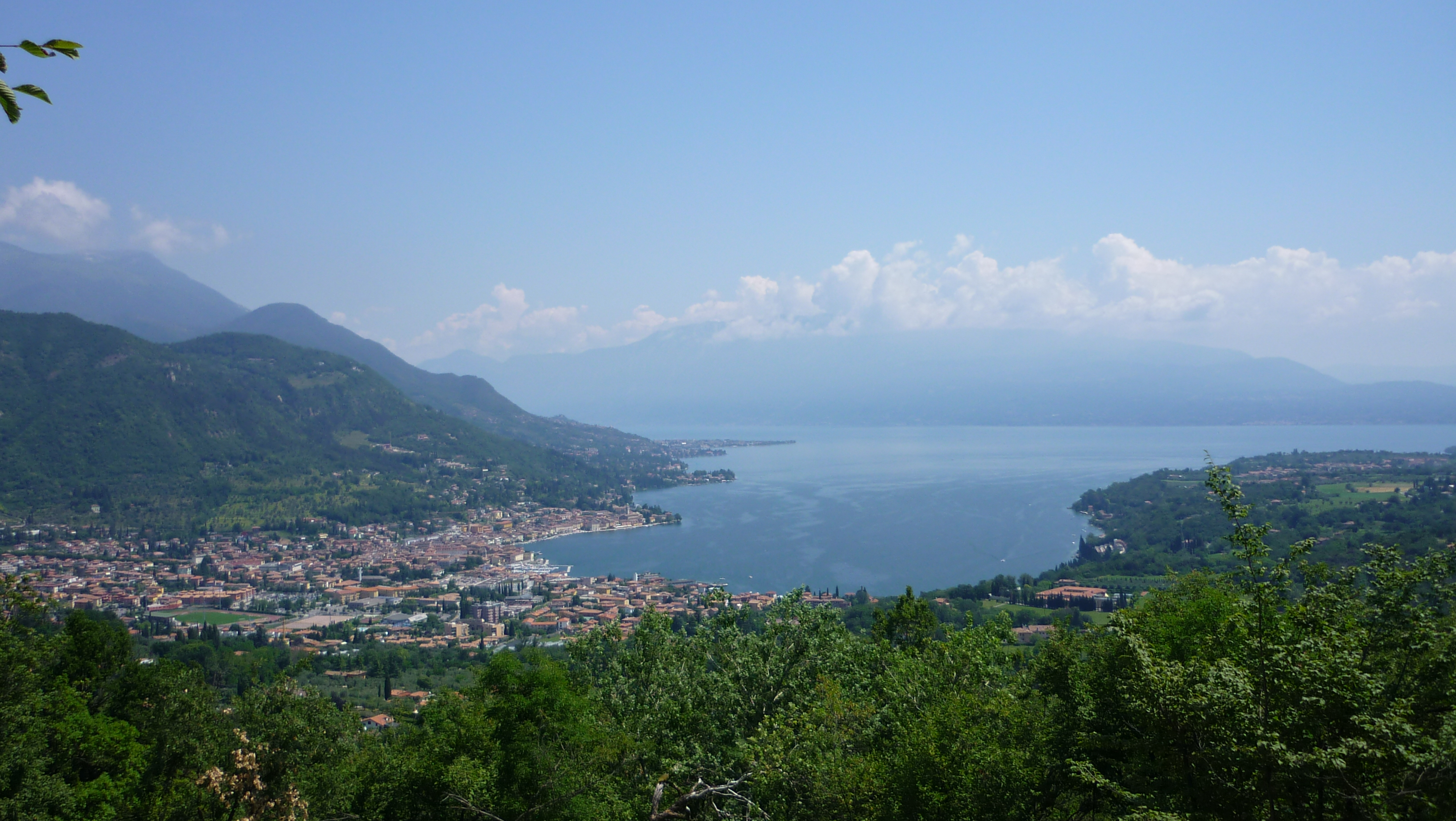
Zicht over Salo en het Gardameer
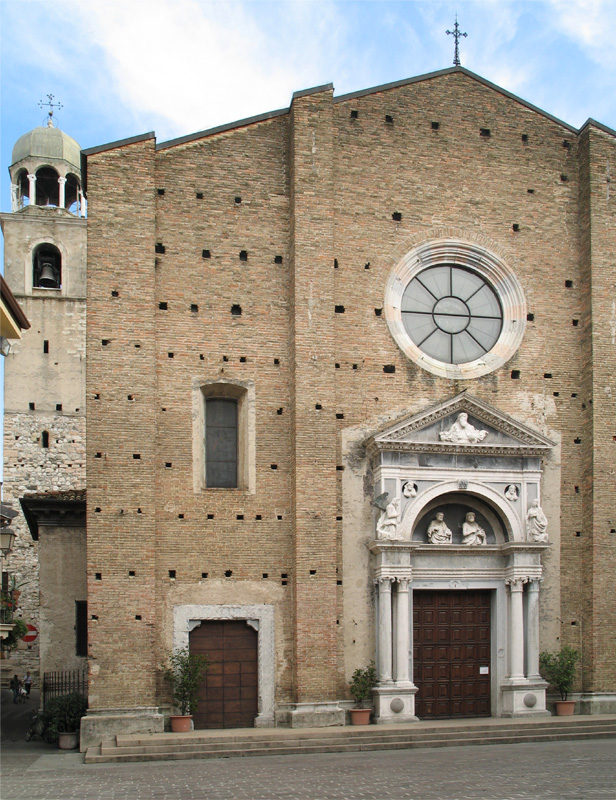
Dom Santa Maria Annunziata